# Koagulacija krvi
Koagulacija krvi je pojava prelaska krvi iz tekućeg u čvrsto stanje, poslije ozljede krvne žile. Čimbenici zbog kojih se krv zgrušava jesu proteini, koje proizvodi uglavnom jetra, a ima ih 16 (fibrinogen, protrombin, tkivni tromboplastin, kalcijevi ioni, proakcelerin (Ac-G), aktivirani proakcelerin, prokonvertin, antihemofilijski globulin A, antihemofilijski globulin B, Stuart Prowerov čimbenik, preteča plazmatskog protoplazmina, Hagemanov čimbenik, čimbenik stabiliziranja fibrina, Fletcherov čimbenik, Fitzgeraldov čimbenik, trombocitni čimbenik).
Suština ovog procesa je u pretvaranju bjelančevina fibrinogena rastvorenog u krvnoj plazmi, pod djelovanjem enzima trombina u nerastvorljivu bjelančevinu fibrin, u prisustvu iona kalcija. To je složen enzimski proces, koji protječe u tri faze:
- prva faza je stvaranje aktivnog enzima tromboplastina (trombokinaza);
- druga faza je pretvaranje proenzima protrombina u aktivni enzim trombin pod djelovanjem tromboplatina u prisustvu kalcijevih iona
- treća faza je pretvaranje rastvorljive bjelančevine fibrinogena u nerastvorljivi fibrin pod djelovanjem trombina.

Tijekom ove tri faze krv se pretvara iz tekućeg u čvrsto stanje, koje se naziva krvni ugrušak (krvni koagulum). Poslije izvjesnog vremena krvni koagulum se skuplja i iz njega se istiskuje tekući dio krvi, koji ima sve sastojke kao i plazma osim fibrinogena. Ta tekućina se naziva krvni serum. Poslije izdvajanja seruma kogulum se razgrađuje pod djelovanjem enzima fibrinolizima. U plazmi se nalaze tvari koji utječu, ali i koje sprečavaju koagulaciju. Ti koji sprečavaju su antitrombini. Zahvaljujući ravnoteži činilaca koagulacije i antikoagulantnih činilaca ne dolazi do koagulacije u krvnim žilama. 
Osnovna uloga koagulacije u krvi je sprečavanje iskrvarenja organizma jer se pri ozljedi krvne žile brzo aktiviraju svi enzimski procesi koji sudjeluju u koagulaciji. Koagulacija u krvnim žilama je tromboza i nastaje zbog oštećenja endotjela krvne žile, smanjenje brzine krvotoka i povećanje koagulabilnosti krvi.